# Haishu (Ningbo)
Haishu ⓘ (en chino, 海曙区; pinyin, Hǎishǔ qū) es un distrito urbano bajo la administración directa de la subprovincia de Ningbo en la Provincia de Zhejiang, República Popular China. Se localiza en una llanura a una altura media de 7 m s. n. m., donde el río Fenghua (奉化江) desemboca en el Yong (甬江), a unos 20 km del costa del Mar de la China Oriental. Su área es de 28,7 km²  y su población para 2022 superó el millón de habitantes. Haishu es la sede del gobierno municipal.

## Administración
El distrito de Haishu se divide en 8 Subdistritos:
Líng tǎ jiēdào, yuè hú jiēdào, gǔlóu jiēdào, nán mén jiēdào, xīmén jiēdào, báiyún jiēdào, duàn táng jiēdào y wàng chūn jiēdào.

## Economía
Desde la dinastía Tang, cuando su construcción empezó con una torre de tambor (鼓楼) históricamente Haishu es una de las zonas más próspera de Ningbó, se localiza en el centro urbano de la ciudad, es el centro económico, cultural y político, y su economía se basa en el industria de servicios. Ha crecido en varias áreas como: servicios financieros y de seguros, mayorista y minorista, hostelería y restauración y bienes raíces. El distrito es sede de una gran variedad de grandes empresas.

## Transporte
En el distrito de Haishu se encuentra la estación de ferrocarril que conecta a Ningbó con Cantón, Shanghái, Pekín, Nanchang, Nanning y Kunming, con trenes disponibles todos los días.
Haishu está a 8 km de aeropuerto internacional de Ningbo-Lishe. El distrito se ha convertido en el centro distribución de los autobuses públicos y taxis de la ciudad.

## Clima
Haishu se encuentra en el centro de Ningbó, esta es travesada por el río Fenghua que está conectado al norte con el río Yao. Haishu tiene un clima subtropical monzónico, con una temperatura media anual de 16,7 °C , con un período libre de heladas de 230 a 240 días, las precipitaciones promedio son de 1480 mm.
| Parámetros climáticos promedio de Haishu | Parámetros climáticos promedio de Haishu | Parámetros climáticos promedio de Haishu | Parámetros climáticos promedio de Haishu | Parámetros climáticos promedio de Haishu | Parámetros climáticos promedio de Haishu | Parámetros climáticos promedio de Haishu | Parámetros climáticos promedio de Haishu | Parámetros climáticos promedio de Haishu | Parámetros climáticos promedio de Haishu | Parámetros climáticos promedio de Haishu | Parámetros climáticos promedio de Haishu | Parámetros climáticos promedio de Haishu | Parámetros climáticos promedio de Haishu |
| Mes                                      | Ene.                                     | Feb.                                     | Mar.                                     | Abr.                                     | May.                                     | Jun.                                     | Jul.                                     | Ago.                                     | Sep.                                     | Oct.                                     | Nov.                                     | Dic.                                     | Anual                                    |
| ---------------------------------------- | ---------------------------------------- | ---------------------------------------- | ---------------------------------------- | ---------------------------------------- | ---------------------------------------- | ---------------------------------------- | ---------------------------------------- | ---------------------------------------- | ---------------------------------------- | ---------------------------------------- | ---------------------------------------- | ---------------------------------------- | ---------------------------------------- |
| Temp. máx. media (°C)                    | 8.3                                      | 8.9                                      | 12.8                                     | 18.9                                     | 23.3                                     | 26.7                                     | 31.7                                     | 30.6                                     | 26.7                                     | 22.2                                     | 16.7                                     | 11.1                                     | 19.8                                     |
| Temp. mín. media (°C)                    | 2.8                                      | 3.9                                      | 7.2                                      | 12.2                                     | 17.2                                     | 21.7                                     | 25.6                                     | 25.6                                     | 21.1                                     | 16.1                                     | 10                                       | 4.4                                      | 14                                       |
| Precipitación total (mm)                 | 57.8                                     | 75.4                                     | 120.4                                    | 120.0                                    | 142.4                                    | 203.0                                    | 144.7                                    | 168.6                                    | 188.5                                    | 86.0                                     | 65.3                                     | 46.2                                     | 1418.3                                   |
| Días de precipitaciones (≥ 1 mm)         | 11.6                                     | 12.7                                     | 17.1                                     | 15.9                                     | 16.1                                     | 16.5                                     | 12.3                                     | 13.8                                     | 13.8                                     | 10.2                                     | 8.8                                      | 8.7                                      | 157.5                                    |
| Horas de sol                             | 123.7                                    | 108.4                                    | 121.7                                    | 142.4                                    | 156.7                                    | 147.8                                    | 243.8                                    | 238.0                                    | 171.5                                    | 166.5                                    | 143.4                                    | 146.1                                    | 1910                                     |
| Humedad relativa (%)                     | 76                                       | 78                                       | 80                                       | 81                                       | 82                                       | 86                                       | 83                                       | 83                                       | 83                                       | 80                                       | 77                                       | 75                                       | 80.3                                     |
| Fuente n.º 1: Weatherbase                |                                          |                                          |                                          |                                          |                                          |                                          |                                          |                                          |                                          |                                          |                                          |                                          |                                          |
| Fuente n.º 2: Ningbo Climate Studies     |                                          |                                          |                                          |                                          |                                          |                                          |                                          |                                          |                                          |                                          |                                          |                                          |                                          |